# Nadleśnictwo Janów Lubelski
Nadleśnictwo Janów Lubelski – jednostka organizacyjna Lasów Państwowych podległa Regionalnej Dyrekcji Lasów Państwowych w Lublinie. Siedziba nadleśnictwa znajduje się w Janowie Lubelskim, w powiecie janowskim, w województwie lubelskim.
Nadleśnictwo obejmuje część powiatów biłgorajskiego, janowskiego i kraśnickiego w województwie lubelskim oraz powiatu stalowowolskiego w województwie podkarpackim.
Nadleśnictwo prowadzi Skansen Kolei Leśnej w Janowie Lubelskim.

## Historia
Co najmniej od XVIII w. w Janowie Lubelskim istniał zarząd części lasów należących do Ordynacji Zamojskiej. W okresie międzywojennym część lasów obecnego nadleśnictwa Janów Lubelski stało się własnością skarbu państwa jako spłata zobowiązań podatkowych Zamojskich.
Po II wojnie światowej powstały państwowe nadleśnictwa Janów Lubelski, Modliborzyce, Rzeczyca Długa i Lipa. Objęły one przedwojenne lasy państwowe oraz znacjonalizowane przez władze komunistyczne lasy prywatne, z których większą część stanowiły kompleksy leśne Ordynacji Zamojskiej. Na przestrzeni kolejnych dekad następowało wiele zmian granic i połączeń tutejszych nadleśnictw. W 1973 zlikwidowano nadleśnictwo Janów Lubelski. W jego miejsce powstał Zarząd Lasów Doświadczalnych Instytutu Badawczego Leśnictwa. Lasy, które nie weszły w skład ZLD zostały podzielone pomiędzy nadleśnictwa Ruda i Szklarnia.
Nadleśnictwo Janów Lubelski ponownie powstało w 1980, po likwidacji Zarządu Lasów Doświadczalnych. W jego skład weszły również lasy innych nadleśnictw zlikwidowanych w ostatnim dziesięcioleciu. W 1984 jego nazwę zmieniono na Partyzancki Park Pamięci Narodowej. W 1990 powrócono do nazwy Nadleśnictwo Janów Lubelski.

## Ochrona przyrody
Na terenie nadleśnictwa znajduje się sześć rezerwatów przyrody:
- Imielty Ług
- Jastkowice
- Kacze Błota
- Lasy Janowskie
- Łęka
- Szklarnia.

## Drzewostany
Typy siedliskowe lasów nadleśnictwa (z ich udziałem procentowym):
- bór mieszany wilgotny 34,70%
- bór świeży 21,77%
- las mieszany wilgotny 13,97%
- bór mieszany świeży 13,33%
- las mieszany świeży 4,25%
- bór wilgotny 4,16%
- bór mieszany bagienny 3,32%

Gatunki lasotwórcze lasów nadleśnictwa (z ich udziałem procentowym):
- sosna 85,30%
- jodła 5,56%
- olsza 4,41%
- brzoza 2,09%
- dąb 1,33%
- buk 1,04%
- pozostałe <1%

Przeciętna zasobność drzewostanów nadleśnictwa wynosi 292 m³/ha, a przeciętny wiek 72 lata.